# Glenea coomani
Glenea coomani là một loài bọ cánh cứng trong họ Cerambycidae.